# امامزاده علی (کازرون)
امامزاده علی (کازرون)، روستایی از توابع بخش خشت و کمارج شهرستان کازرون در استان فارس ایران است.

حسینعلی علی رزم آرا در خصوص مردم شناسی این روستا در حدود ۷۰ سال پیش نوشته است،جمعیت اهالی ۴۴ نفر است که عمداتا به زبان لری سخن می گویند.

## جمعیت
این روستا در دهستان خشت قرار دارد و براساس سرشماری مرکز آمار ایران در سال ۱۳۸۵، جمعیت آن ۲۶۴ نفر (۵۱خانوار) بوده‌است.

## نگارخانه

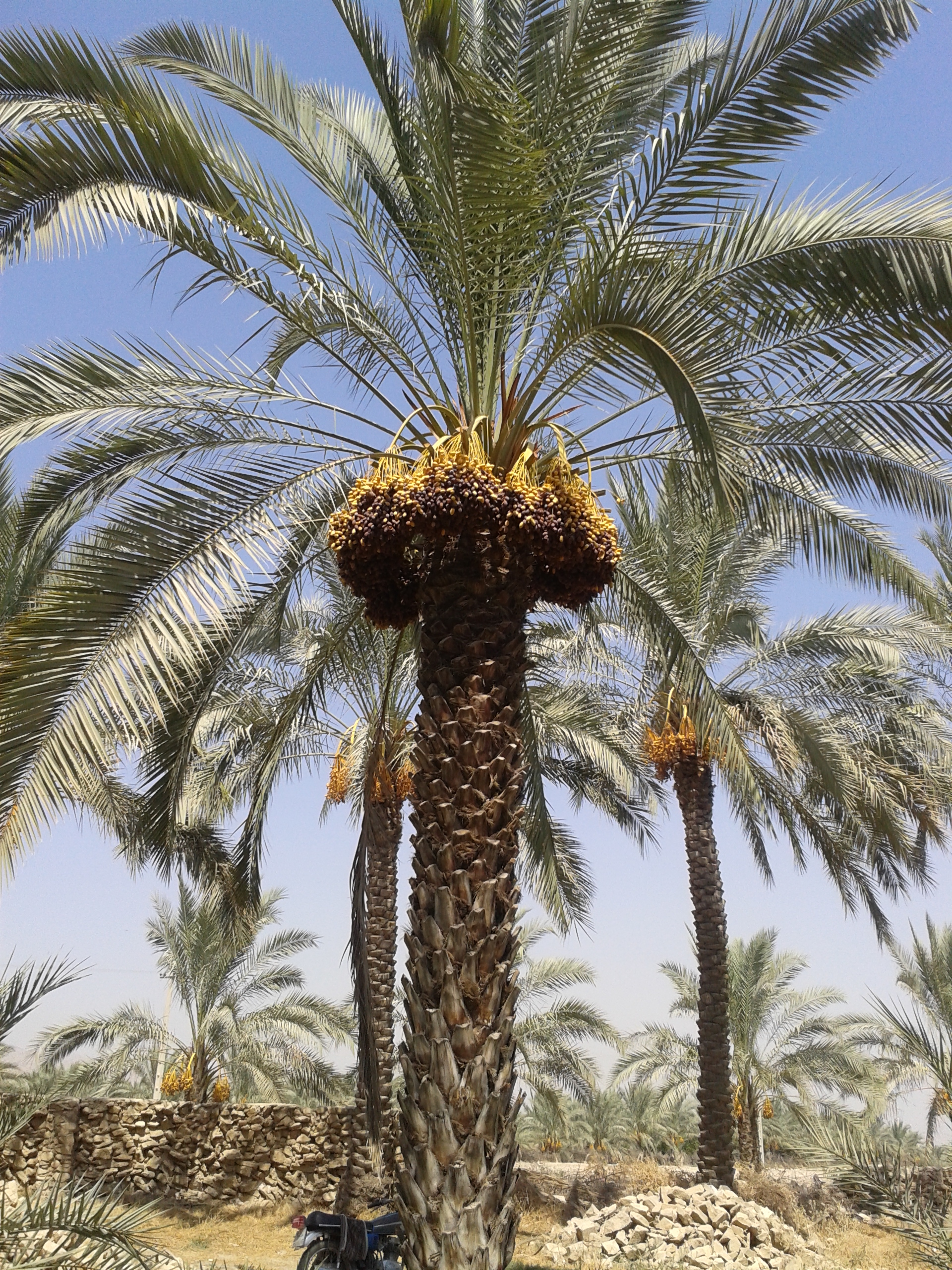
باغستان
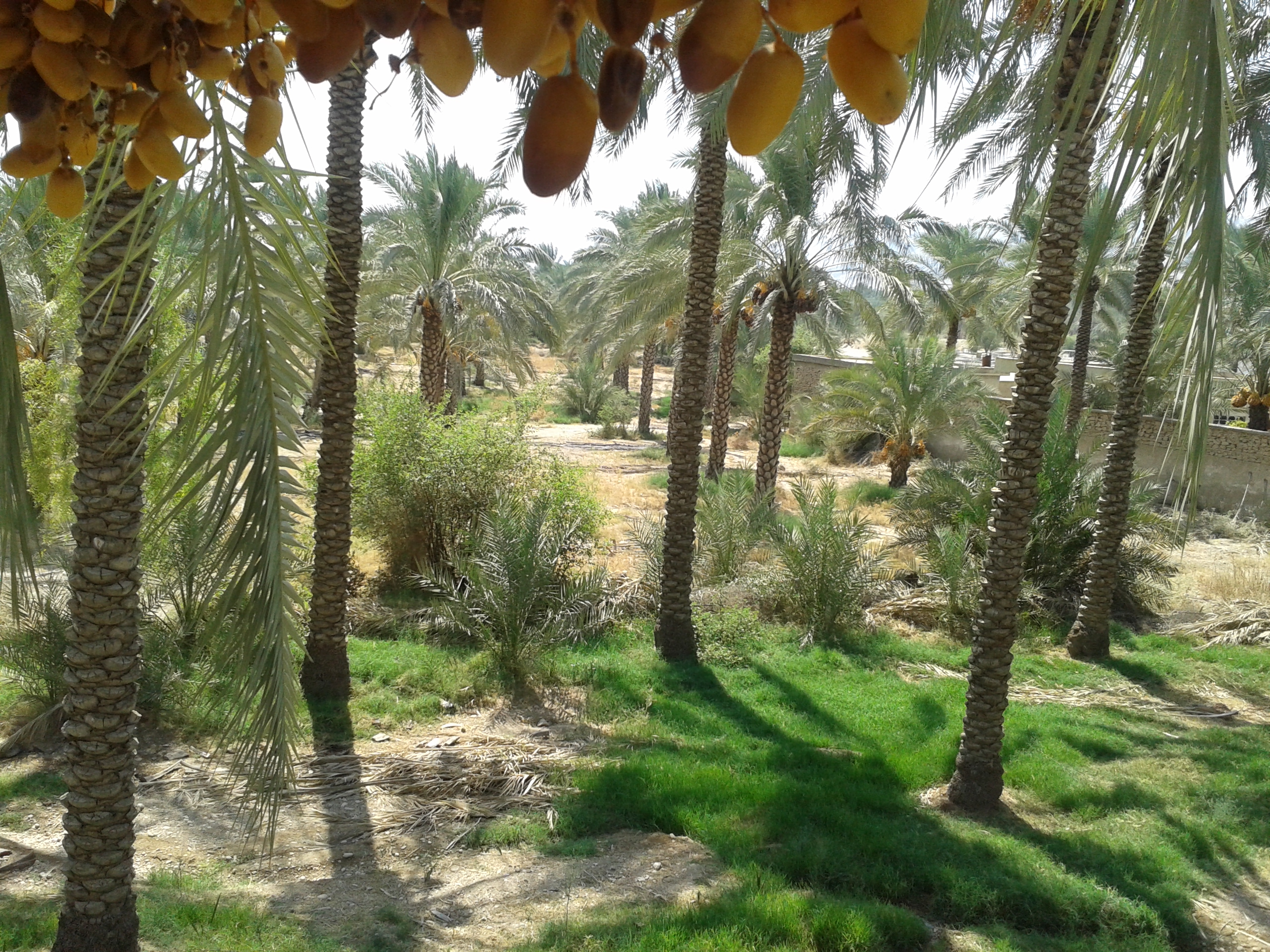
باغستان۲
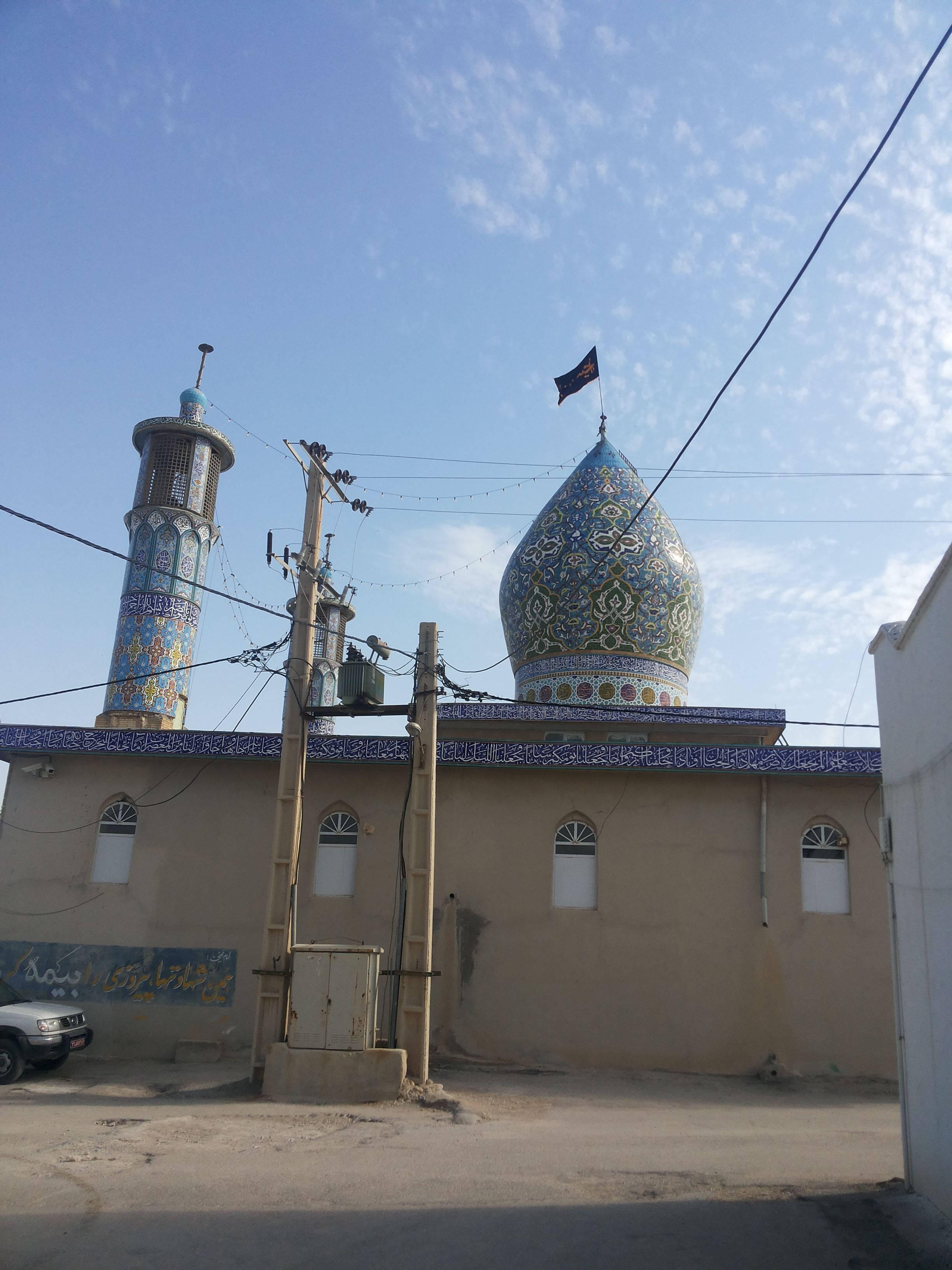
حرم مطهر
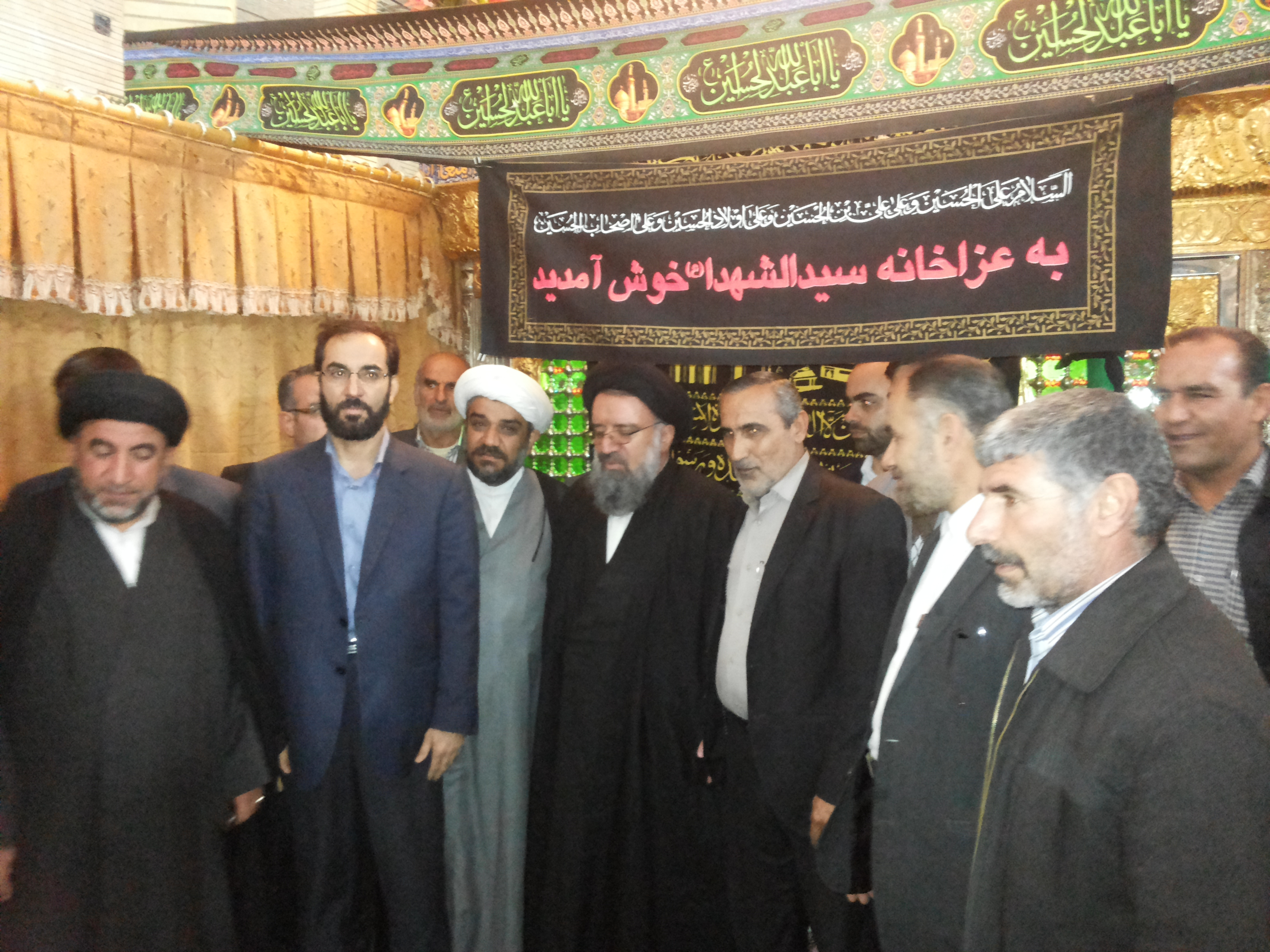
آیت الله خاتمی در امامزاده علی
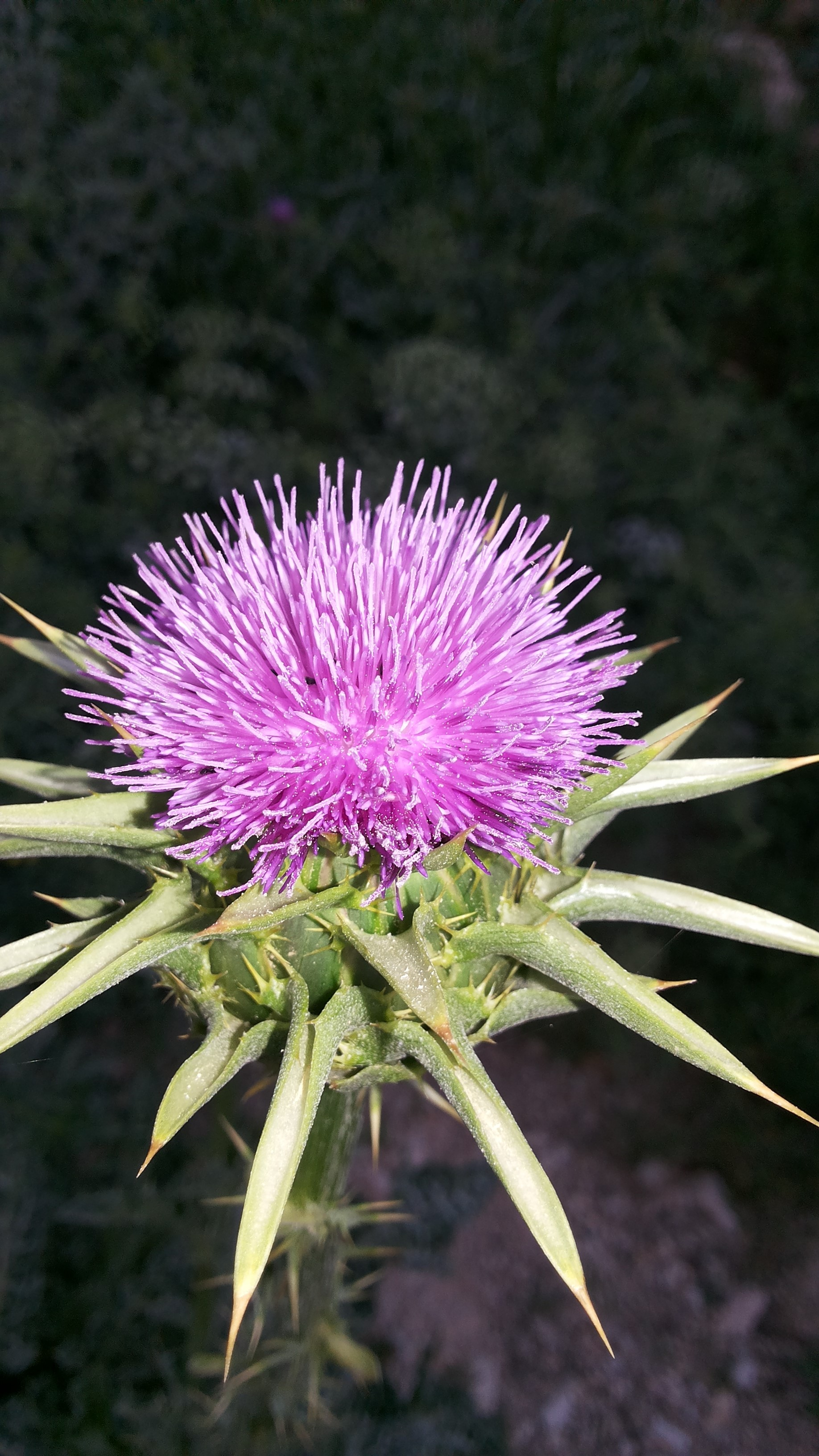
طبیعت
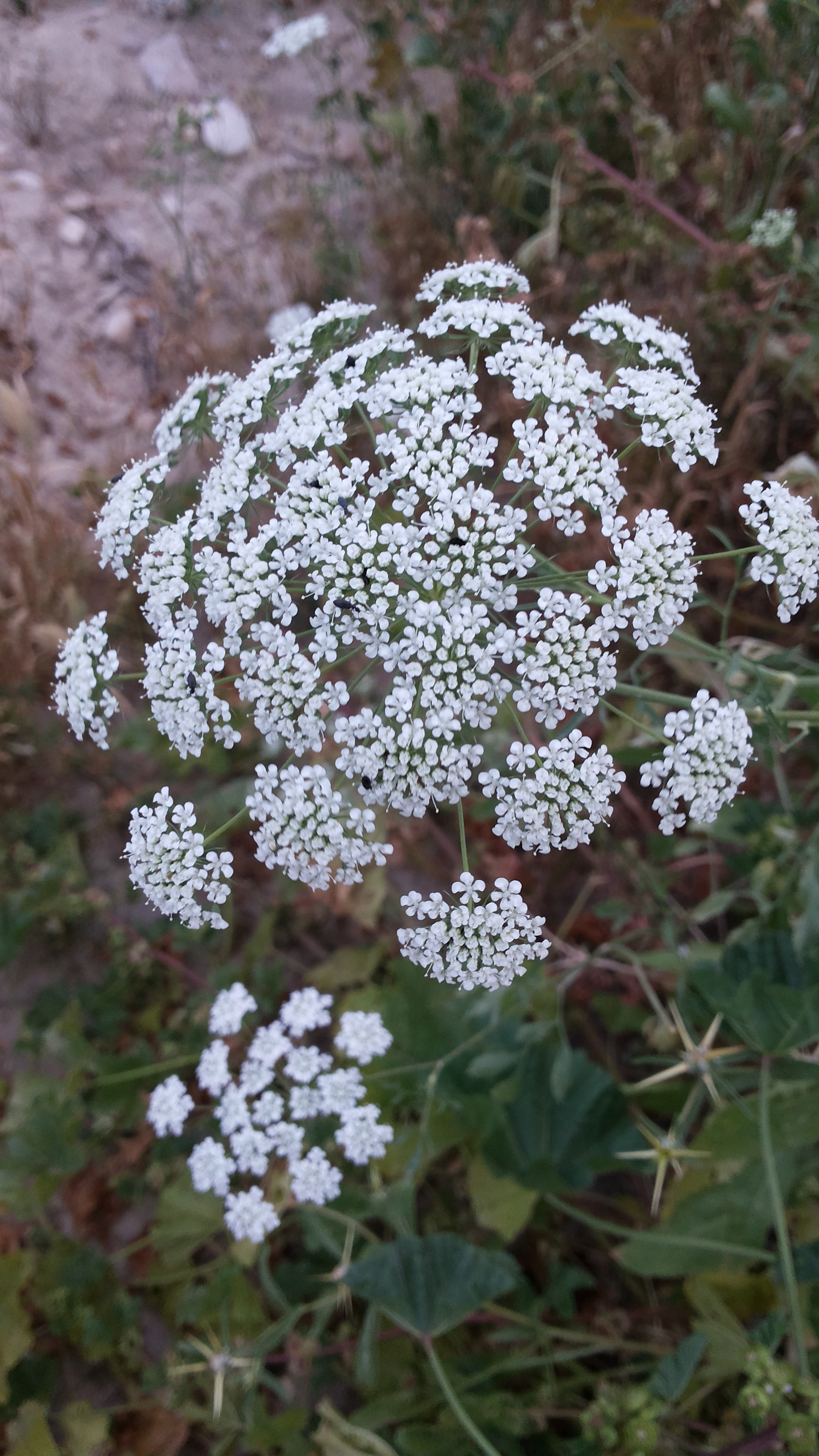
طبیعت ۲
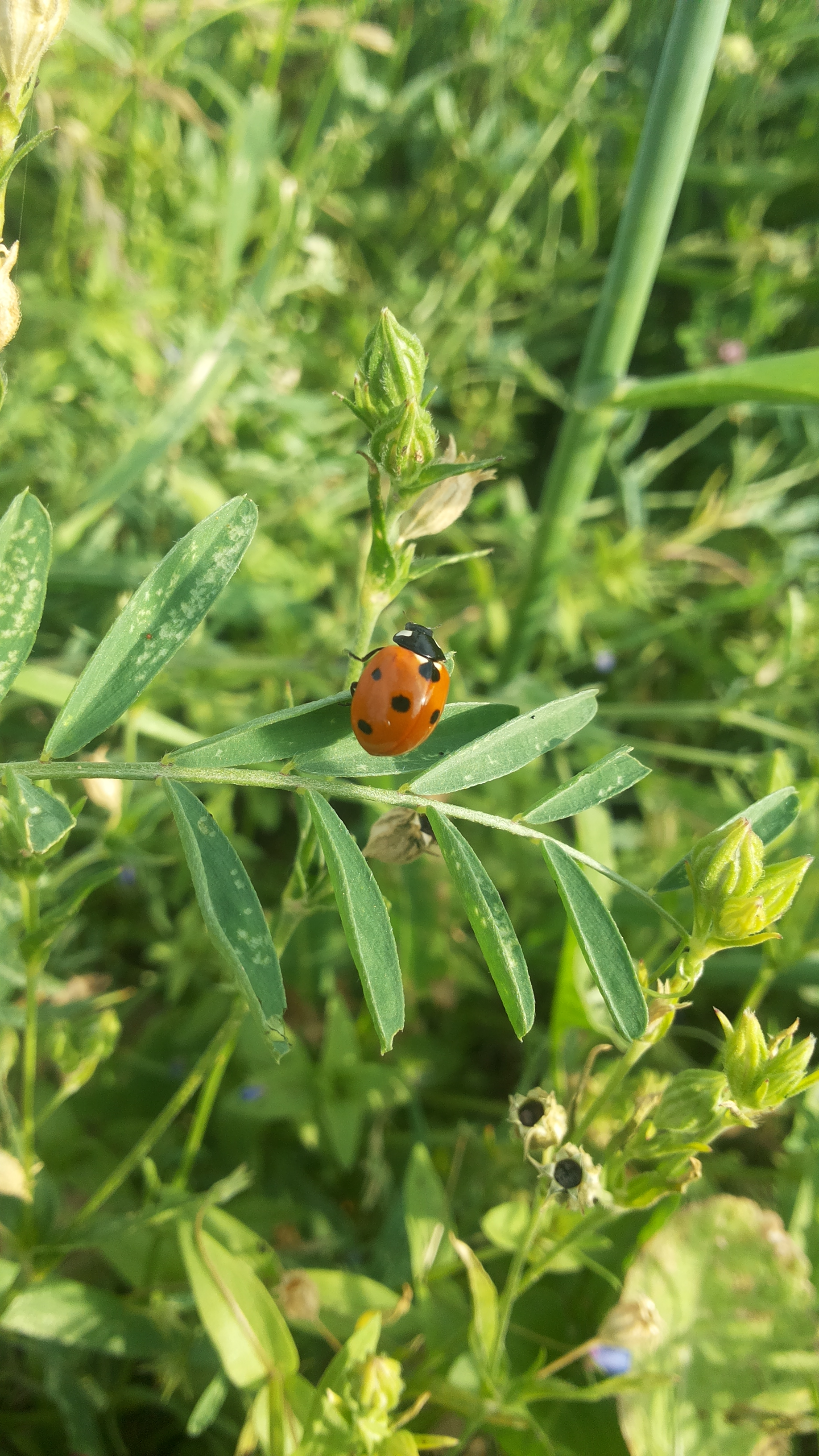
قافله
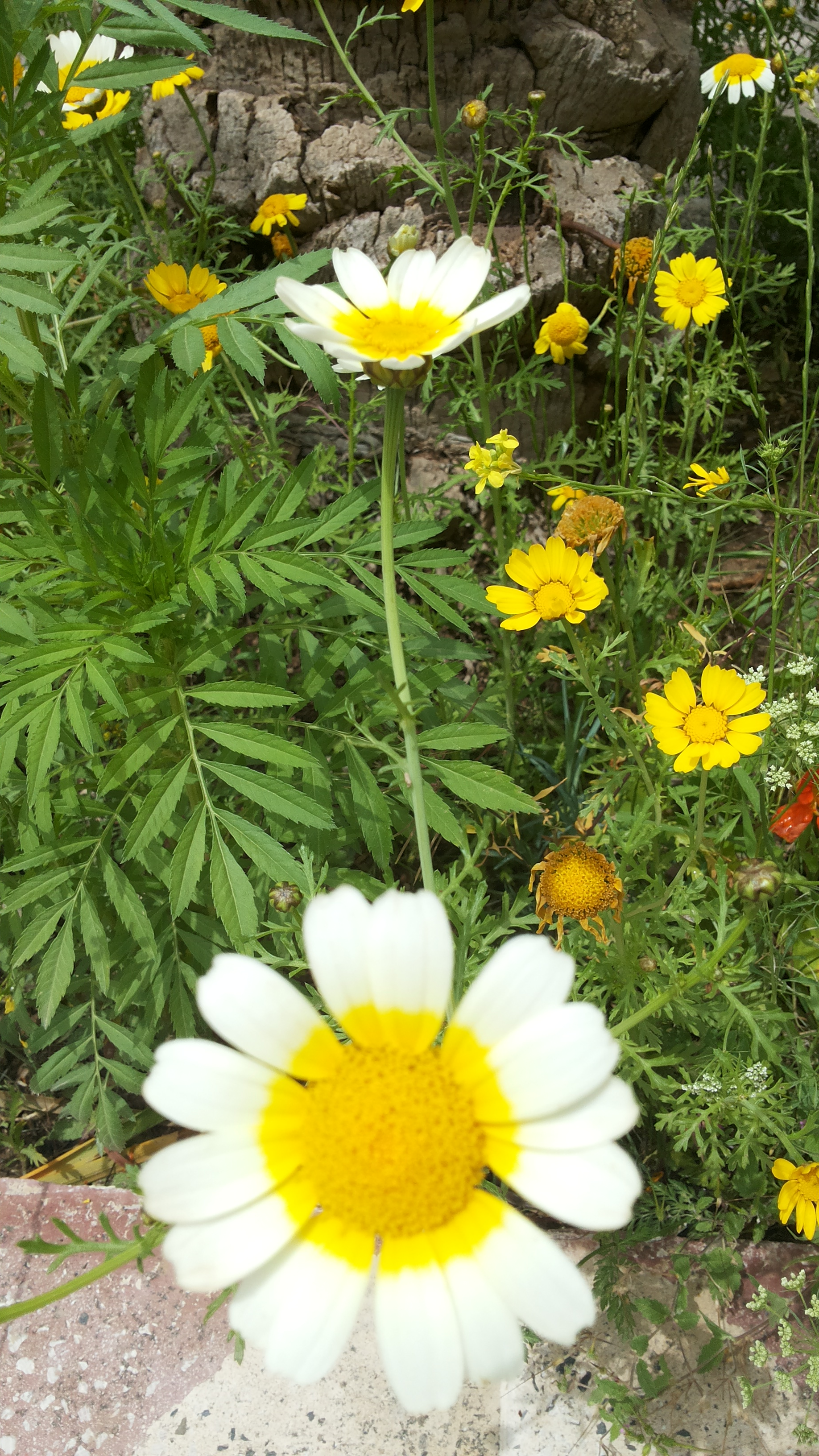
گل بابونه